# 城巴37M線
37M線是一條已停辦的港島市區巴士路線，由城巴營辦，來往置富花園及金鐘（樂禮街）。

## 歷史
- 1989年9月12日：城巴準備在置富花園開辦居民巴士服務來往金鐘，並於當日07:00-10:00舉行免費試搭活動，共接載1000名乘客。[1]
- 1990年2月19日：此路線前身居民巴士37R線投入服務，由城巴營辦。[2]
- 1995年3月27日：改為專營巴士服務，並更改編號為37M線。
- 1997年5月5日：此路線與37線一併取消服務，並由新線37A及37B取代。[3]

## 服務時間及班次

### 置富花園開出
- 星期一至六：
  - 06:45-07:00（15分鐘一班）
  - 07:00-09:00（12分鐘一班）
  - 09:00-18:45（15分鐘一班）

### 金鐘（樂禮街）開出
- 星期一至五：
  - 07:20
  - 09:15-19:30（15分鐘一班）
- 星期六：
  - 09:15-19:30（15分鐘一班）

此路線於星期日及公眾假期不設服務
置富花園開出
- 星期一至六：
  - 06:45-18:45（15分鐘一班）

金鐘地鐵站（樂禮街）開出
- 星期一至五：
  - 07:20
  - 08:45-19:30（15分鐘一班）
- 星期六：
  - 08:45-19:30（15分鐘一班）

## 收費
| 收費調整生效日期                  | 全程收費        | 分段收費                                                                                     |
| --------------------------------- | --------------- | -------------------------------------------------------------------------------------------- |
| 1996年3月3日                      | $5.0            | 香港仔往金鐘（樂禮街）：$4.5 立德里往金鐘（樂禮街）：$3.2 香港仔隧道收費廣場往置富花園：$2.9 |
| 1995年3月27日 （改為專營路線37M） | $4.6            | 香港仔往金鐘（樂禮街）：$4.1 立德里往金鐘（樂禮街）：$2.9 香港仔隧道收費廣場往置富花園：$2.6 |
| 1994年                            | $6.6            | 香港仔隧道收費廣場往置富花園：$3.3                                                           |
| 約1993年                          | $6.0            | 待查                                                                                         |
| 約1992年                          | $5.0            | 待查                                                                                         |
| 1990年2月19日 （居民路線37R）     | $4.0 月票：待查 | 待查                                                                                         |

37M線設有12歲以下小童及60歲或以上長者半價優惠；上車付款，不設找續。

## 行走路線
- 置富花園開出：途經置富道、薄扶林道、石排灣道、香港仔海傍道、香港仔巴士總站、香港仔大道、黃竹坑道、香港仔隧道、黃泥涌道、摩理臣山道、天樂里、軒尼詩道、盧押道、告士打道、夏愨道及樂禮街
- 金鐘（樂禮街）開出：途經樂禮街、金鐘道、軒尼詩道、菲林明道、灣仔道、摩理臣山道、黃泥涌道、香港仔隧道、黃竹坑道、香港仔海傍道、石排灣道、薄扶林道及置富道